# Hét év Tibetben (film)
A Hét év Tibetben (Seven Years in Tibet) 1997-ben bemutatott amerikai-angol életrajzi, háborús dráma Brad Pitt, David Thewlis, BD Wong és Mako Ivamacu főszereplésével. Az osztrák hegymászó Heinrich Harrer azonos című műve alapján készült film bemutatja Tibet történetét a második világháború idején illetve a kínai felszabadítási hadsereg 1950-es tibeti invázióját. A Jean-Jacques Annaud rendezte film főszerepét Brad Pitt és David Thewlis alakítják, a film zenéjét John Williams írta, amelyben szerepel Yo-Yo Ma csellójátéka is.
A történetben az osztrák Heinrich Harrer (Pitt) és Peter Aufschnaiter (Thewlis) India északi részén másznak hegyet, amikor kitör a második világháború és az angolok hadifogolytáborba viszik őket a Himalája lábánál lévő Dehradun városába, a mai Uttarakhand állam fővárosába. 1944-ben sikerül megszökniük a fogságból és átkelnek a tibeti határon, át a Tibeti-fennsíkon. Először visszafordítják őket Indiába, végül eljutnak Lhászába, a tiltott városba, ahol szívélyesen fogadják őket. Harrert bemutatják a gyermek 14. dalai lámának, akinek végül a tanítója lesz. Az együtt töltött idő során Heinrich szoros barátságba került a spirituális vezetővel. Harrer és Aufschnaiter az 1950-es Amdói csatáig maradnak az országban.

## Cselekmény
|  | Alább a cselekmény részletei következnek! |

Heinrich Harrer (Pitt) és Peter Aufschnaiter (Thewlis) osztrák hegymászók megkísérlik meghódítani az észak-indiai Nanga Parbat hegycsúcsot. 1939-ben, amikor kitör a második világháború, letartóztatják őket a brit hatóságok és a Dehradun melletti hadifogolytáborba kerülnek. Harrer állapotos felesége, Ingrid, levélben küldi el Harrernek a válási papírokat.
1944-ben sikeresen megszöknek és átjutnak a határon túli Tibetbe. Legelőször visszazavarják őket India irányába, de végül álruhába öltözve sikerül eljutniuk a tibeti fővárosba, Lhászába. Ott Kungo Carong (Mako) diplomata vendégei lesznek és magas rangú hivatalnokok, például Ngavang Dzsigme (Wong), is barátként üdvözlik őket és nyugati mintájú öltönyöket is kaptak. Aufschnaiter szerelmes lesz az egyik szabólányba, Pema Lhaki-ba, akit később feleségül is vesz.
1945-ben Harrer azt tervezi, hogy visszatér Ausztriába. Fia (Rolf) azonban hideg, elutasító levélben tagadja meg őt, amely miatt későbbre halasztja a hazatérést. Röviddel ezután Harrer meghívást kap a Potala palotába és találkozik az ifjú dalai lámával, akinek földrajzot, technikát és nyugati kultúrát tanít.
Eközben a Kínával való politikai kapcsolatok leromlanak és a rettentő keleti szomszéd arra készül, hogy lerohanja az országot. Ngavang Dzsigme a tibeti határnál lévő Chamdo városába irányítja a tibeti hadsereget, hogy megállítsák a kínai haderőket. A csata azonban vereséggel végződik és a tibetiek megadják magukat.
A békeszerződés aláírásakor Kungo Carong azt mondja Harrernek, hogy ha Dzsigme nem pusztította volna el a lőszereket, akkor a tibeti gerillák elég hosszú ideig tudták volna tartani a hágókat ahhoz, hogy közben nemzetközi segítséget kérjenek. Miközben a kínaiak elfoglalják Tibetet, Harrer elítéli Ngavang Dzsigmét, amiért az elárulta az országot és visszaadja neki a tőle kapott kabátot, amely hatalmas sértés a tibeti kultúrában.
Harrer próbálja meggyőzni a dalai lámát, hogy szökjön el, de az visszautasítja és biztatja Harrert, hogy térjen vissza Ausztriába és legyen apja a gyermekének. A dalai láma hivatalos beavatása után végül Harrer hazautazik.
Rolf először nem kívánja látni az apját, de Harrer otthagy neki egy zenélő dobozt, amit a dalai lámától kapott ajándékba és ez felkelti a fiú érdeklődését. Évekkel később már együtt látni, ahogy Harrer és Rolf hegyet másznak.
|  | Itt a vége a cselekmény részletezésének! |

## Szereplők
| Színész                  | Szerep                                                             | Magyar hang         |
| ------------------------ | ------------------------------------------------------------------ | ------------------- |
| Brad Pitt                | Heinrich Harrer                                                    | Selmeczi Roland     |
| David Thewlis            | Peter Aufschnaiter                                                 | Széles Tamás        |
| BD Wong                  | Ngawang Jigme                                                      | Németh Gábor        |
| Mako                     | Kungo Tsarong                                                      | Cs. Németh Lajos    |
| Danny Denzongpa          | régens                                                             | Bognár Tamás        |
| Victor Wong              | a kínai 'Amban'                                                    | Simon György        |
| Ingeborga Dapkūnaitė     | Ingrid Harrer                                                      | Majsai-Nyilas Tünde |
| Jamyang Jamtsho Wangchuk | Tendzin Gyaco dalai láma (14 évesen)                               | Szalay Csongor      |
| Sonam Wangchuk           | a dalai láma 8 éves korában                                        | Szalay Csongor      |
| Dorjee Tsering           | a dalai láma 4 éves korában                                        | eredeti nyelven     |
| Lhakpa Tsamchoe          | Pema Lhaki                                                         | Kéri Kitty          |
| Dzsecün Pema             | Dekji Cering (későbbi neve: Gyajum Csenmoa) a dalai láma édesanyja | Bókai Mária         |
| Ama Ashe Dongtse         | Tasi                                                               |                     |
| Ric Young                | Csang Csing Vu tábornok                                            |                     |
| Ngawang Chojor           | Lord Chamberlain                                                   |                     |